# Сан-Поссідоніо
Сан-Поссідоніо (італ. San Possidonio) — муніципалітет в Італії, у регіоні Емілія-Романья,  провінція Модена.
Сан-Поссідоніо розташований на відстані близько 360 км на північ від Рима, 55 км на північний захід від Болоньї, 28 км на північ від Модени.
Населення — 3624 особи (2014).
Покровитель — San Possidonio.

## Демографія
Населення за роками:

Станом на 1 січня 2023 року в муніципалітеті офіційно проживало 568 іноземців з 24 країн, серед них 82 громадяни країн Євросоюзу та 14 громадян України.

## Сусідні муніципалітети
- Кавеццо
- Конкордія-сулла-Секкія
- Мірандола
- Нові-ді-Модена